# Basugaon
Basugaon è una suddivisione dell'India, classificata come town committee, di 12.441 abitanti, situata nel distretto di Kokrajhar, nello stato federato dell'Assam. In base al numero di abitanti la città rientra nella classe IV (da 10.000 a 19.999 persone).

## Geografia fisica
La città è situata a 26° 28' 0 N e 90° 24' 0 E e ha un'altitudine di 46 m s.l.m..

## Società

### Evoluzione demografica
Al censimento del 2001 la popolazione di Basugaon assommava a 12.441 persone, delle quali 6.432 maschi e 6.009 femmine. I bambini di età inferiore o uguale ai sei anni assommavano a 1.357, dei quali 687 maschi e 670 femmine. Infine, coloro che erano in grado di saper almeno leggere e scrivere erano 9.062, dei quali 5.115 maschi e 3.947 femmine.